# Fritz Köster
Fritz Köster (né Friedrich Köster le 13 février 1855 à Rodenberg et mort en 1934) est un écrivain, rédacteur en chef, ancien ouvrier, syndicaliste, antimilitariste et anarcho-syndicaliste allemand.

## Biographie
Durant les lois antisocialistes, il vit surtout à Magdebourg. Lorsque le président de l'union syndicale locale, Max Sendig, est poursuivi par la justice et s'exile en Amérique, Köster lui succède et continue le militantisme qu'il organise dans l'illégalité. Köster est condamné en 1886 pour "propagande antimilitariste" à trois mois de prison. En 1887, il distribue illégalement des tracts et reçoit une peine de 18 mois.
En 1890, il milite pour la social-démocratie à Magdebourg et devient le rédacteur du Magdeburger Volksstimme. Il est condamné à plusieurs reprises pour ses écrits. Il décide en 1891 de s'exiler à Zurich. Il devient "socialiste indépendant" et actif dans le syndicalisme, se rapproche des anarchistes. Après la prescription de sa peine en 1910, il revient à Magdebourg et tente avec Gustav Landauer de convaincre les travailleurs agricoles de rejoindre le mouvement anarchiste. Quand ils se mettent en grève, il participe et fait plusieurs réunions publiques à Magdebourg.
Il s'installe à Berlin en 1911 et devient le rédacteur d'un journal hebdomadaire politique de gauche Die Tribüne et fait partie aussi de Der Pionier. Il est encore condamné à trois mois de prison.
Fritz Köster démissionne, va à Dresde en 1912 où il est engagé à Die Schöpfung (La Création), organe de l'Association libre des syndicats allemands (Freie Vereinigung deutscher Gewerkschaften ou FVdG en allemand). Il publie des articles de fédérations féministes avec son épouse Aimée, sur des projets éducatifs et de communauté intentionnelle, ainsi que l'anarchisme individualiste. Il est aussi délégué à Magdebourg des travailleurs de la construction de Dresde au sein de la FVdG. Avant la Première Guerre mondiale, il fait plusieurs conférences représentant la FVdG.
Lorsque lui succède l'Union libre des travailleurs d'Allemagne (Freie Arbeiter-Union Deutschlands, FAUD) en 1920, Köster est élu en 1920 à la commission du commerce. Avec Helmut Rüdiger, Augustin Souchy, Max Winkler et Gerhard Wartenberg, il participe à la rédaction de Der Syndikalist. Même après son retrait du syndicat en 1920, il milite encore dans le mouvement anarcho-syndicaliste.
Fritz Köster a également publié sous le pseudonyme de Fridolin Cyclop.